# 今伊勢町
今伊勢町（いまいせちょう）は、愛知県中島郡にかつてあった町。現在の一宮市今伊勢町馬寄・今伊勢町本神戸・今伊勢町新神戸・今伊勢町宮後および開明にあたる。

## 歴史
平安時代に記述された「太神宮諸雑事記」に、尾張国造により、中嶋郡が中嶋神戸として、伊勢神宮領として寄進されたという内容の記述がある。中嶋神戸は、今伊勢町本神戸と推測される。
江戸時代は尾張藩の領地であった。

### 行政区画の変遷
- 1906年（明治39年）5月10日 - 神戸村、開明村、馬寄村が合併し、今伊勢村発足[2]。
- 1941年（昭和16年）5月10日 - 今伊勢村が町制施行し、今伊勢町となる[3]。
- 1955年（昭和30年）4月1日 - 大字馬寄・今神戸・新神戸・宮後は一宮市に、大字開明は尾西市に編入され、廃止[4]。
- 2005年（平成17年）4月1日 - 尾西市が一宮市に編入される。

## 教育
- 今伊勢町立今伊勢東小学校（現・一宮市立今伊勢小学校）
- 今伊勢町立今伊勢西小学校（現・一宮市立開明小学校）
- 今伊勢町立今伊勢中学校（現・一宮市立今伊勢中学校）

## 病院
- 今伊勢国民病院（後の一宮市立市民病院今伊勢分院）

## 交通

### 鉄道
- JR東海道線は町内には駅は無い。最寄りは尾張一宮駅。
- 名古屋鉄道名古屋本線
  - 今伊勢駅
  - 石刀駅
- 名古屋鉄道尾西線
  - 開明駅
  - 西宮後駅（廃止）

## 神社・仏閣
- 石刀神社
- 酒見神社（元伊勢）
- 野見神社